# Bill Douglas
Pour les articles homonymes, voir Douglas et Bill Douglas (homonymie).
William Gerald Forbes (Bill) Douglas (né le 17 avril 1934 et mort le 18 juin 1991) est un réalisateur écossais connu pour sa trilogie de films sur le début de sa propre vie.

## Biographie

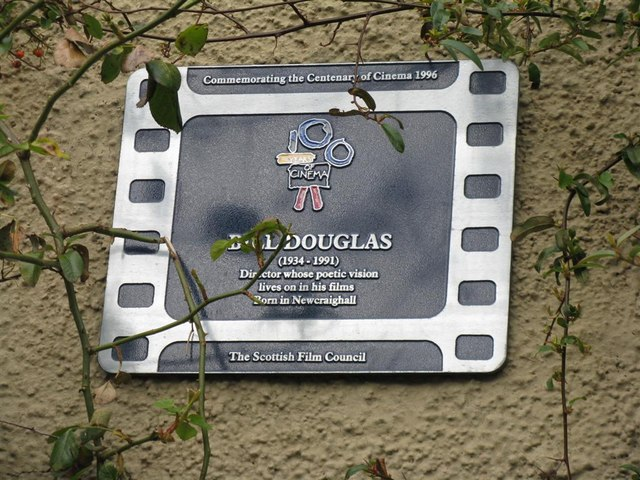
Plaque hommage à Bill Douglas.

Bill Douglas naît à Newcraighall (en) dans les faubourgs d'Édimbourg, où il est élevé par sa grand-mère maternelle. À la suite de la mort de cette dernière, il vit avec son père et sa grand-mère paternelle. Il travaille un temps comme mineur. Il fait son service militaire (National Service) en Égypte, où il rencontre son ami de toujours Peter Jewell.
À son retour en Angleterre, Douglas déménage à Londres et commence une carrière d'acteur et d'auteur. Il est formé au Theatre Workshop (en) créé par Joan Littlewood Il apparaît dans la série The Younger Generation en 1961 et produit la comédie musicale Solo en 1962 à Cheltenham.
À la fin de sa vie, il collectionne les machines de projection qui ont précédé le cinéma telles que les lanternes magiques ou le Praxinoscope.
Il meurt à Barnstaple dans le comté de Devon.

## Œuvre
Si son œuvre est peu connue en France, sans doute à cause de son décès prématuré, elle jouit d'une importante reconnaissance au Royaume-Uni.
Ses films peuvent s'inscrire dans la tradition du documentaire anglais, comme celle d'autres réalisateurs écossais (John Grierson et Lindsay Anderson) mais une forte stylisation l'éloigne du réalisme.
Son œuvre la plus connue est la trilogie composée de My Childhood (sorti en 1972), My Ain Folk (sorti en 1973) et My Way Home (1978), très inspirée par son enfance et sa jeunesse. Les deux premiers sont des moyens métrages, le dernier film est un long métrage assez court. Ces trois films ont été tournés en plusieurs fois dans les années 1970, avec très peu d'argent. Le rôle autobiographique de Bill Douglas est tenu dans la trilogie par le jeune Stephen Archibald.
Il écrit dans la fin des années 1980 un scénario commandé par Mamoun Hassan (en), l'ancien directeur de la production au British Film Institute, une adaptation du livre de James Hogg Confession du pécheur justifié (Confessions of a Justified Sinner) qui n'a pas pu trouver de financement.

## Filmographie

### En tant que réalisateur

#### Années d'étude
À la London Film School
- Charlie Chaplin's London (1969)
- Striptease (1969)
- Globe (1969/70)
- Come Dancing (1970)

#### Longs et moyens métrages
- Trilogie Bill Douglas
  - 1972 : My Childhood (46 minutes)
  - 1973 : My Ain Folk (55 minutes)
  - 1978 : My Way Home (71 minutes)
- 1986 : Comrades

### En tant qu'auteur
Coauteur :
- Home and Away (réalisé par Michael Alexander en 1974)

Scripts non réalisés :
- Confessions of a Justified Sinner (1988),
- Flying Horse (1990), d'après la vie du photographe anglais Eadweard Muybridge
- The Ring of Truth (1990, produit par BBC Scotland en 1996)